# Forbidden Planet
Forbidden Planet és una pel·lícula de ciència-ficció nord-americana de 1956. Es considera una de les grans pel·lícules de ciència-ficció de la dècada de 1950 i un precursor del cinema de ciència-ficció contemporània. Els personatges i la configuració aïllada s'han comparat amb els de La tempesta de William Shakespeare, i la trama conté certs anàlegs a l'obra.

## Argument
Al segle XXIII, la nau C-57D arriba al món distant d'Altair IV per determinar el destí d'una expedició terrestre enviada 20 anys abans. El Dr. Edward Morbius, un dels científics de l'expedició, adverteix a la nau de salvament que no aterri, dient que no pot garantir la seva seguretat, però el comandant de la C-57D, John J. Adams, ignora el seu consell.

## Repartiment[3]
- Walter Pidgeon com a doctor Edward Morbius
- Anne Francis com a Altaira "Alta" Morbius
- Leslie Nielsen com a comandant John J. Adams
- Robby the Robot com a Robby the Robot
- Warren Stevens com a tinent "Doc" Ostrow
- Jack Kelly com a tinent Jerry Farman
- Richard Anderson com a cap Quinn

## Recepció
L'American Film Institute va nominar la pel·lícula per estar entre les 10 millors pel·lícules de ciència-ficció.